# Entyloma ludwigianum
Entyloma ludwigianum är en svampart som beskrevs av Syd. 1932. Entyloma ludwigianum ingår i släktet Entyloma och familjen Entylomataceae.   Inga underarter finns listade i Catalogue of Life.